# Svetovno šahovsko prvenstvo 2006
Dvoboj za absolutnega svetovnega šahovskega prvaka (FIDE World Chess Championship 2006) je dvoboj v 12 partijah šaha med klasičnim svetovnim prvakom Kramnikom in prvakom FIDE Topalovom. Po 13 letih je dvoboj končno določil nespornega prvaka. Dvoboj se je odigral med 23. septembrom in 12. oktobrom 2006 v Elisti (Kalmikija, Rusija).
Potem ko je Kramnik po četrti partiji vodil s 3 : 1, so se Topalov in njegova ekipa pritožili, da Kramnik med partijami preveč hodi na stranišče, kjer naj bi uporabljal šahovski program (Fritz 9), vendar za goljufanje Kramnika niso imeli dokaza. Sodniki so kljub temu Kramniku onemogočili dostop do njegovega stranišča. Kramnik je čakajoč pred zaklenjenim straniščem (ki je bil edini zasebni dostopen prostor Kramnika, ki ni bil pod nadzorom kamer do katerih so imeli dostop zgolj sodniki in ekipa Topalova?!) izgubil peto partijo (3 : 2). Po pogovorih in dvodnevnem zamiku se je dvoboj nadaljeval pod Kramnikovim protestom, kar je pomenilo, da Kramnik rezultata ni priznal. Po dveh remijih je osmo in deveto partijo dobil Topalov. Pomembno deseto igro je z belimi figurami zmagal Kramnik. Predzadnja 11. in zadnja 12. partija (prvega dela s klasičnimi časovnimi kontrolami) sta se končali z remijem. Kramnik se je s svojo ekipo odločil, da bodo vložili tožbo proti FIDE. Drugi del dvoboja je bil predviden v primeru neodločenega rezultata. Tako sta odigrala še zadnji del za katerega so bile predvidene 4 partije v pospešenem šahu. Po enem remiju, eni zmagi Topalova in dveh zmagah Kramnika je bil končni uradni rezultat 8.5 : 9.5 v prid Kramnika. Zadnjo odločilno 16. partijo je dobil Vladimir Kramnik in tako postal absolutni šahovski prvak.